# Polioxolmis
Polioxolmis is een geslacht van zangvogels uit de familie tirannen (Tyrannidae). Het is een monotypisch geslacht dat bij een herziening in 2021 overbodig is geworden. De enige soort, de roodvleugelstruiktiran met de wetenschappelijke naam Polioxolmis rufipennis, is geplaatst in het geslacht Cnemarchus.